# Arkys montanus
Arkys montanus är en spindelart som först beskrevs av Balogh 1978.  Arkys montanus ingår i släktet Arkys och familjen hjulspindlar. Inga underarter finns listade i Catalogue of Life.